# Horst Freiherr von Uckermann
Horst Gustav Freiherr von Uckermann (10 juillet 1891 à Darmstadt - 24 mai 1961 à Garmisch) est un Generalleutnant allemand qui a servi au sein de la Heer dans la Wehrmacht pendant la Seconde Guerre mondiale.

## Biographie
Après son baccalauréat au lycée humaniste de Wertheim, il s'engagea le 16 juillet 1911 dans l'armée prussienne en tant que porte-drapeau. Ce fils d'officier est affecté au 3e régiment de grenadiers de la Garde à Charlottenbourg. C'est au sein de ce régiment qu'il prête serment le 31 juillet 1911. Le 17 octobre 1911, il est promu au grade d'aide de camp. Le 17 novembre 1911, il est promu sergent-major. Le 22 mars 1912, il est promu enseigne de vaisseau. Après l'école de guerre, il est promu lieutenant le 19 novembre 1912. Son brevet est alors daté du 18 novembre 1910. En tant que tel, il est d'abord affecté comme officier de compagnie dans la 2e compagnie du 3e régiment de grenadiers. 
Peu avant le début de la Première Guerre mondiale, en été 1914, il est encore affecté à cette compagnie de son régiment. Il part ensuite au front avec le régiment actif. Le 10 octobre 1914, il reçoit la Croix de fer de 2e classe. À partir du 21 décembre 1914, il est commandé comme officier d'ordonnance à l'état-major de la 3e brigade d'infanterie de la Garde. Du 28 juillet 1915 au 31 janvier 1916, il est malade dans différents hôpitaux et au bataillon de réserve. Le 16 novembre 1915, son père décède à Munich. À partir du 1er février 1916, il est commandé comme officier d'ordonnance à la 4e brigade d'infanterie de la Garde. Le 22 mars 1916, il est promu au grade de premier-lieutenant. En tant que tel, il est affecté à partir du 16 mai 1916 comme adjudant-chef adjoint du régiment. À partir du 4 juin 1916, il est affecté comme commandant de compagnie de la 1re compagnie du 3e régiment de grenadiers. Du 12 juillet 1916 au 2 août 1916, il est affecté comme adjudant à l'état-major de la 3e brigade d'infanterie de la Garde. Le 9 septembre 1916, il est nommé adjudant-major de son régiment. Le 11 décembre 1916, il reçoit la Croix de fer de 1re classe. Le 9 octobre 1917, il reçoit la croix de chevalier de l'ordre royal prussien de la maison de Hohenzollern avec épées. Le 15 juin 1918, il est commandé comme adjudant à la 5e division d'infanterie de la Garde. Du 14 juillet 1918 au 15 août 1918, il est utilisé comme chef de bataillon. À partir du 29 août 1918, il est affecté comme adjudant à la 2e brigade d'infanterie de la Garde.

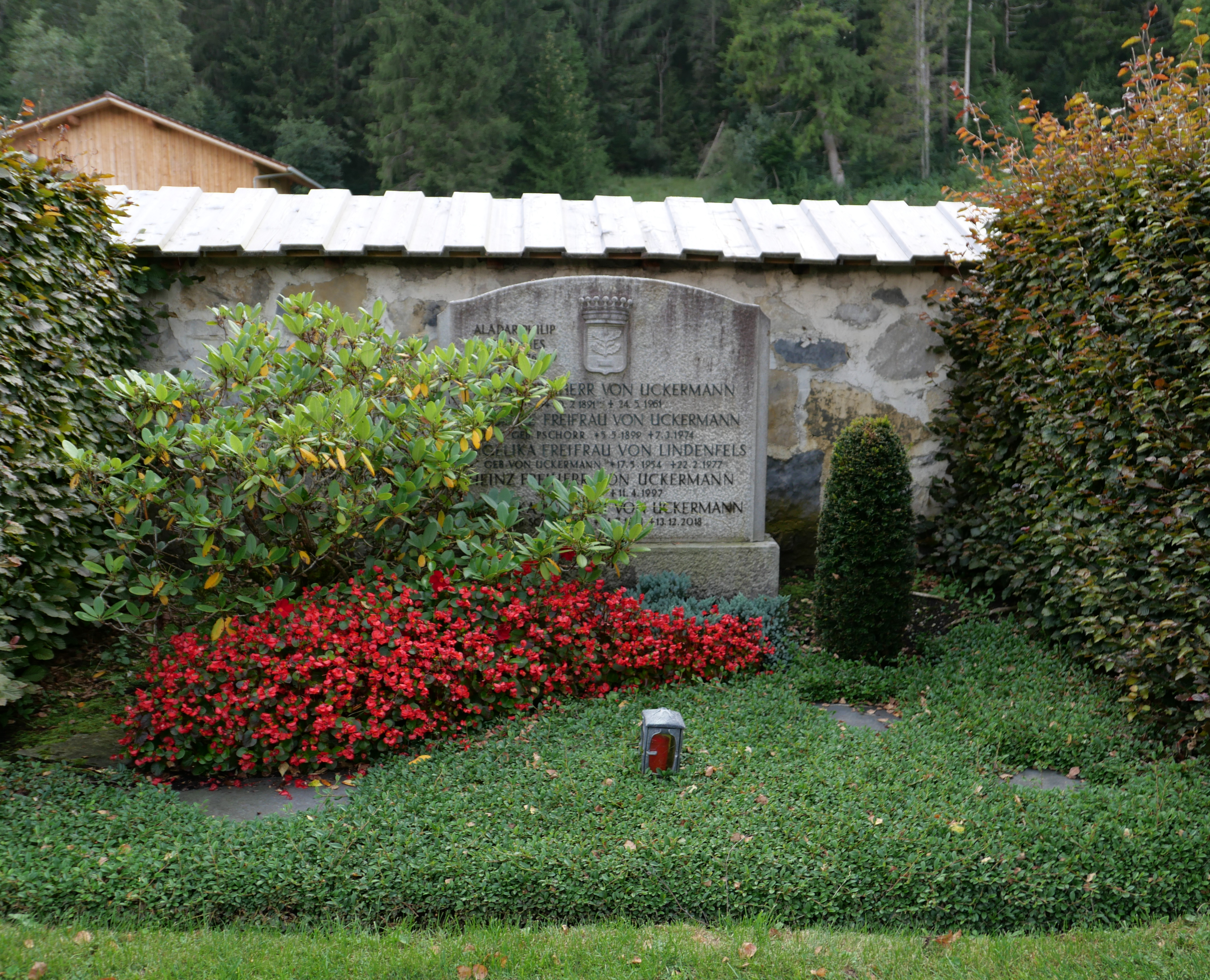
Vue de la sepulture en 2024.

Horst Freiherr von Uckermann est capturé par les troupes britanniques le 11 avril 1945 et reste en captivité jusqu'en fin novembre 1947.
Von Uckermann est enterré au cimetière de Garmisch. D'autres membres de la famille ont également été enterrés dans la tombe : son épouse Gabriele (1899-1973), née Pschorr, leur fils Heinz (1923-1997) et son épouse Angelika (1928-1918), née Schiemann, ainsi qu'Angelika von Lindenfels ( 1954-1977), né von Uckermann, et Aladar Philip Johannes, décédé nouveau-né en 1979.

## Promotions
| Fahnenjunker    | 16 juillet 1911    |
| Leutnant        | 19 novembre 1912   |
| Hauptmann       | 1er novembre 1922  |
| Oberstleutnant  | 1er novembre 1935  |
| Oberst          | 1er avril 1938     |
| Generalmajor    | 1er février 1942   |
| Generalleutnant | 1er septembre 1943 |

## Décorations
- Croix de fer (1914)
  - 2e Classe
  - 1re Classe
- Croix de chevalier de l'Ordre royal de Hohenzollern avec glaives
- Croix d'honneur pour combattants 1914-1918
- Médaille de service de longue durée de la Wehrmacht 4e à 1re Classe